# Wolfgang Renzsch
Wolfgang Renzsch (* 1949 in Völksen, Springe) ist ein deutscher Politikwissenschaftler mit einem Lehrauftrag als Professor am Institut für Politikwissenschaft an der Otto-von-Guericke-Universität Magdeburg.

## Leben
Renzsch machte 1969 sein Abitur in Hannover. Von 1969 bis 1978 studierte er Politikwissenschaft und Germanistik an der Universität Hannover, der Georg-August-Universität Göttingen und der London School of Economics and Political Science. 1978 promovierte er an der Universität Göttingen über das Thema „Handwerker und Lohnarbeiter in der frühen Arbeiterbewegung“. Von April 1979 bis Januar 1992 war Renzsch als Wissenschaftlicher Referent im Forschungsinstitut der Friedrich-Ebert-Stiftung beschäftigt. 1991 habilitierte er an der Universität Göttingen über das Thema „Finanzverfassung und Finanzausgleich. Die Auseinandersetzungen um ihre politische Gestaltung in der Bundesrepublik Deutschland zwischen Währungsreform und deutscher Vereinigung (1948 bis 1990)“. Vom Februar 1992 bis zum März 1994 war Renzsch im Ministerium der Finanzen des Landes Brandenburg tätig. Im Sommersemester 1994 übernahm er eine Lehrstuhlvertretung an der Europa-Universität Viadrina Frankfurt/Oder. Am 1. September 1994 wurde Renzsch als Universitätsprofessor an die Otto-von-Guericke-Universität Magdeburg berufen. Im September 2005 wurde ihm von der Europäischen Kommission ein Jean-Monnet-Lehrstuhl zuerkannt. Seine Forschung konzentriert sich auf Regionen im europäischen Mehrebenensystem und bundesstaatliche Finanzbeziehungen. Wolfgang Renzsch ist Mitglied im Wissenschaftlichen Beirat der wirtschaftspolitischen Zeitschrift Wirtschaftsdienst.

## Werke
- 1980: Handwerker und Lohnarbeiter in der frühen Arbeiterbewegung. Zur sozialen Basis von Gewerkschaften und Sozialdemokratie im Reichsgründungsjahrzehnt. (= Kritische Studien zur Geschichtswissenschaft, Bd. 43). Göttingen: Vandenhoeck & Ruprecht, ISBN 3-525-35700-1, Dissertation.
- 1985: Alfred Kubel. 30 Jahre Politik für Niedersachsen. Eine politische Biographie, Bonn: Verlag Neue Gesellschaft, ISBN 3-87831-407-8.
- 1991: Finanzverfassung und Finanzausgleich. Die Auseinandersetzungen um ihre politische Gestaltung in der Bundesrepublik Deutschland zwischen Währungsreform und deutscher Vereinigung (1948 bis 1990), Forschungsinstitut der Friedrich-Ebert-Stiftung (= Politik- und Gesellschaftsgeschichte, Bd. 26). Bonn, Habilitationsschrift.
- 1999: Modernisierung der Finanzverfassung. Möglichkeiten und Grenzen, Friedrich Ebert Stiftung, Bonn.
- 2008: Ausgabenrestriktionen der Länder in Deutschland, Baden-Baden: Nomos, ISBN 978-3-8329-3572-6.
- 2013: 20 Jahre ostdeutsche Landesvertretungen in Brüssel. Eine Bilanz der Interessenvertretung der Länder aus unterschiedlichen Blickwinkeln, Baden-Baden: Nomos (mit Thomas Wobben).

### Herausgeber
- 2004: Sachsen-Anhalt in Europa – Europa in Sachsen-Anhalt. Zur Europapolitik in einem neuen Bundesland, Opladen: Leske und Budrich, ISBN 3-8100-4155-6.
- 2007: Perspektiven ostdeutscher Länder in der Europäischen Union, Europäisches Zentrum für Föderalismus-Forschung (= Schriftenreihe des Europäischen Zentrums für Föderalismus-Forschung, Bd. 28), Baden-Baden: Nomos, ISBN 978-3-8329-2548-2.